# Jürgen Banzer

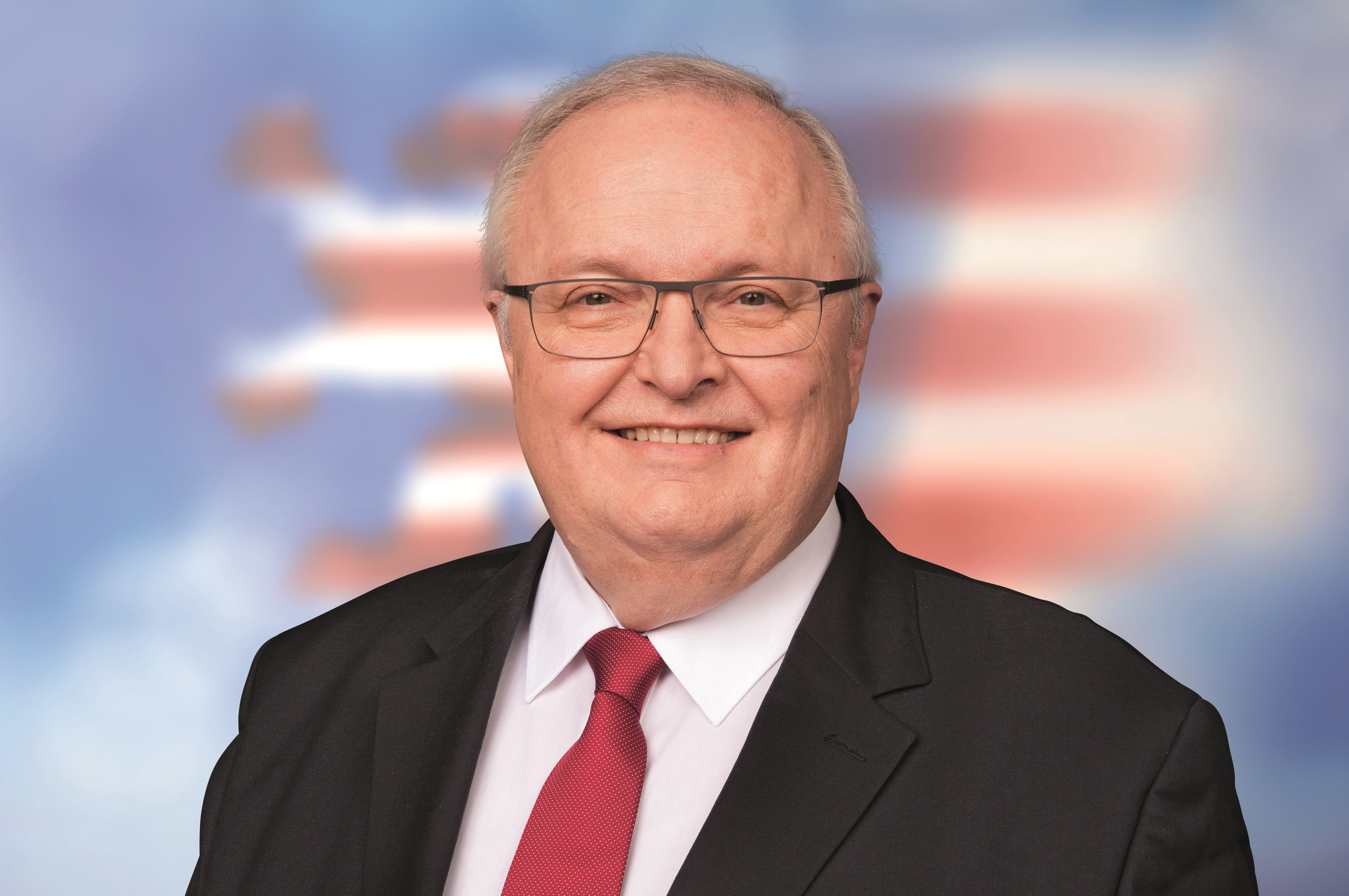
Jürgen Banzer (2019)

Jürgen Banzer (* 17. April 1955 in Würzburg) ist ein deutscher Rechtsanwalt und Politiker (CDU). Er war zwischen 2008 und 2024 Mitglied des Hessischen Landtags. Außerdem war er von 2005 bis 2009 war er Justizminister des Landes Hessen und von 2008 bis 2009 zusätzlich noch mit der Leitung des Hessischen Kultusministeriums betraut. Vom 5. Februar 2009 bis zum 31. August 2010 bekleidete er das Amt des Hessischen Ministers für Arbeit, Familie und Gesundheit.

## Leben

### Ausbildung und Beruf
Jürgen Banzer wurde 1955 in Würzburg geboren. In Frankfurt am Main besuchte er das Lessing-Gymnasium und anschließend das Kolleg St. Blasien im Südschwarzwald. Sein Abitur machte er in Königstein im Taunus an der katholischen Bischof-Neumann-Schule. Er studierte anschließend Rechts- und Wirtschaftswissenschaften an der Johann Wolfgang Goethe-Universität in Frankfurt am Main sowie katholische Theologie und Philosophie an der von Jesuiten geführten Philosophisch-Theologischen Hochschule Sankt Georgen in Frankfurt am Main. In der Zeit von 1984 bis 1991 arbeitete Jürgen Banzer als Rechtsanwalt in Oberursel.

### Familie
Jürgen Banzer ist kinderlos verheiratet mit Monika Banzer, die als Rechtsanwältin tätig ist.

### Politik
Banzer ist seit 1971 Mitglied der Christlich Demokratischen Union Deutschlands (CDU). 1976 bis 1980 war er Kreisvorsitzender der Jungen Union im Hochtaunuskreis. Er war Landesvorsitzender des Rings Christlich-Demokratischer Studenten (RCDS) und zeitweise auch Mitglied im Studentenparlament der Universität Frankfurt.
1982 bis 1984 war er Kreisvorsitzender der CDU Hochtaunus und erneut von 2003 bis 2020. Seit 1984 gehört er dem Landesvorstand der CDU Hessen an.
In der Zeit von 1981 bis 1991 war Banzer Stadtverordneter in seinem Wohnort Oberursel. Von 1981 bis 1985 hatte er zudem den Vorsitz des Haupt- und Finanzausschusses des Kreistages des Hochtaunuskreises inne und war 1985 bis 1991 auch Fraktionsvorsitzender der CDU-Kreistagsfraktion.
Vom 5. Februar 1991 bis 23. November 2005 arbeitete Jürgen Banzer als hauptamtlicher Landrat des Hochtaunuskreises (für die Wahlergebnisse siehe Wahlen im Hochtaunuskreis). 2001 wurde unter seiner Regie eine kreisweite „Ehrenamtsagentur“ eingerichtet, die ehrenamtliches Engagement unterstützt. Als Landrat hat er das Schulbau- und Sanierungsprogramm des Hochtaunuskreises mit über 500 Mio. Euro angestoßen. Banzer setzte sich insbesondere, aber erfolglos, für die Fusion des Hochtaunuskreises und des Main-Taunus-Kreises ein. Außerdem engagierte er sich erfolgreich für die Kommunalisierung von Landesbehörden der unteren Verwaltungsebene (z. B. die Unteren Wasserbehörden).
Am 23. November 2005 wurde Jürgen Banzer Staatsminister des Landes Hessen und Mitglied der hessischen Landesregierung unter Ministerpräsident Roland Koch. Mit dem Amt des Staatsministers waren für Jürgen Banzer folgende Ämter verbunden:
- Minister der Justiz des Landes Hessen
- Mitglied des Bundesrates für das Land Hessen
- Mitglied des Rechtsausschusses
- Stellvertretendes Mitglied im Vermittlungsausschuss des Deutschen Bundestages und des Bundesrates
- Stellvertretendes Mitglied der deutsch-französischen Freundschaftsgruppe für das Land Hessen
- Stellvertretendes Mitglied der deutsch-russischen Freundschaftsgruppe für das Land Hessen.

Bei der Landtagswahl in Hessen 2008 am 27. Januar 2008 zog Jürgen Banzer als direkt gewählter Wahlkreisabgeordneter des Wahlkreises Hochtaunus II in den Hessischen Landtag ein. Auch bei der vorgezogenen Landtagswahl in Hessen 2009 und bei den folgenden Landtagswahlen 2013 und 2018 gewann er seinen Wahlkreis.
Nach der Landtagswahl 2009 beanspruchte die FDP das Ministerium Banzers und konnte sich auch durchsetzen. Jürgen Banzer wurde daher am 5. Februar 2009 zum Minister für Arbeit, Familie und Gesundheit des Landes Hessen ernannt. Kurz nach seinem Amtsantritt benannte er das Sozialministerium in „Ministerium für Arbeit, Familie und Gesundheit“ um. Nach dem Rücktritt von Ministerpräsident Roland Koch erhielt er in der neuen Landesregierung unter Volker Bouffier kein neues Ministeramt, blieb aber Landtagsabgeordneter und ist Vorsitzender der Enquête-Kommission Migration und Integration des Hessischen Landtags. Er war zuletzt stellvertretender Vorsitzender der Landtagsfraktion.
Bei der Landtagswahl in Hessen 2023 kandidierte Banzer nicht erneut und schied somit mit der konstituierenden Sitzung des 21. Hessischen Landtags am 18. Januar 2024 aus dem Landtag aus. Sein Nachfolger als Wahlkreisabgeordneter wurde Sebastian Sommer (CDU).
Banzer engagiert sich seit 2002 ehrenamtlich für das Deutsche Rote Kreuz im Kreisverband Hochtaunus, dessen Vorsitzender er ist.